# Episodi de Le ragazze del centralino (prima stagione)
La prima stagione della serie televisiva Le ragazze del centralino, composta da 8 episodi, ha debuttato a livello internazionale il 28 aprile 2017 sul servizio on demand Netflix.
| nº | Titolo originale | Titolo italiano          | Pubblicazione Spagna | Pubblicazione Italia |
| -- | ---------------- | ------------------------ | -------------------- | -------------------- |
| 1  | Los sueños       | Capitolo 1: I sogni      | 28 aprile 2017       | 28 aprile 2017       |
| 2  | Los recuerdos    | Capitolo 2: I ricordi    | 28 aprile 2017       | 28 aprile 2017       |
| 3  | Las mentiras     | Capitolo 3: Le bugie     | 28 aprile 2017       | 28 aprile 2017       |
| 4  | Los sentimientos | Capitolo 4: I sentimenti | 28 aprile 2017       | 28 aprile 2017       |
| 5  | El pasado        | Capitolo 5: Il passato   | 28 aprile 2017       | 28 aprile 2017       |
| 6  | La familia       | Capitolo 6: La famiglia  | 28 aprile 2017       | 28 aprile 2017       |
| 7  | La pérdida       | Capitolo 7: La perdita   | 28 aprile 2017       | 28 aprile 2017       |
| 8  | El amor          | Capitolo 8: L'amore      | 28 aprile 2017       | 28 aprile 2017       |

## Capitolo 1: I sogni
- Titolo originale: Capítulo 1: Los sueños

### Trama
Madrid 1928, una giovane donna di nome Alba, con il sogno di vivere una nuova vita in Argentina, viene ingiustamente accusata di omicidio. Beltrán, capo della polizia, non crede alla sua innocenza, ma le lascia andare in libertà in cambio di una rapina ai danni della compagnia telefonica, che sta aprendo la sua nuova sede. Altrimenti, Alba verrà giustiziata. Alba è tra i candidati alla carica di operatore e, per errore, riesce ad assumere l'identità di una candidata, Lidia Aguilar. Alba, presentandosi come Lidia, incontra Carlota, una ragazza ribelle di famiglia ricca e all'antica, e Marga, una povera giovane di provincia. Purtroppo i tre arrivano in ritardo al colloquio, ma grazie all'intervento dell'operatore telefonico Ángeles riescono a fare in modo che la loro supervisore, Sara Millán, li ammetta alla prova. Carlos, figlio del titolare dell'azienda, si innamora di Lidia e si assicura che venga assunta insieme a Carlota e Marga. Il primo giorno di lavoro, il direttore Francisco fa visita alle ragazze per una conferenza introduttiva. Vede Lídia e la riconosce come il suo vecchio amore, ma lei non finge di non conoscerlo. Alla festa di apertura del nuovo quartier generale, Alba prende la chiave della cassaforte di Carlos e corre a rubare i soldi all'interno per scappare, ma senza successo. Quella stessa notte, alla festa aziendale, Marga vede una coppia che fa sesso nell'armadio. Ancora non sa che questo è Mario, il severo marito di Ángeles, in compagnia di Carolina, la segretaria di Francisco. Sconvolta corre, un ladro cerca di rubarle la borsa, ma un ragazzo lo evita. Carlota è scappata di casa per andare alla festa e Miguel, il suo fidanzato, si offre di sposarlo per liberarsi dalle convenzioni della sua famiglia. La prossima mattina, Lidia viene scelta come operatore della centrale telefonica che metterà in contatto il re con il presidente americano per la prima chiamata intercontinentale effettuata dalla compagnia. Lidia sbaglia tutto e Angeles interviene per salvare la situazione. Lidia ne approfitta per correre a cercare ciò che non era riuscita a rubare la sera prima e viene colta di sorpresa da Francisco. Un flashback mostra che, dieci anni prima, due giovani innamorati, Alba e Francisco, si recano in treno a Madrid per cambiare vita. Alba si fa rubare il bagaglio e corre dietro ai banditi per riaverlo, lasciando solo Francisco, ma viene accusata di furto e finisce in prigione e perde ogni contatto con Francisco.

## Capitolo 2: I ricordi
- Titolo originale: Capítulo 2: Los recuerdos

### Trama
Angeles è promossa e non sa come dire a suo marito che non vuole lasciare il lavoro. Suo marito vorrebbe che restasse a casa per prendersi cura della famiglia e del loro unico figlio. Marga scopre l'identità del ragazzo che l'ha salvata la sera prima: è Pablo, un impiegato dell'amministrazione della Compagnia. Di notte si svolge la festa delle celebrazioni della chiamata intercontinentale. Elisa, la sorella di Carlos, dice a suo marito Francisco che vuole avere un figlio. Sara viene incaricata di fare le trascrizioni delle intercettazioni per conto del regista stesso. Francisco usa queste trascrizioni per ottenere nuove fonti. In cambio dovrà fornire informazioni militari per scongiurare un possibile tentativo di golpe e inviare i nomi dei responsabili. Alba scopre che qualcuno è entrato in casa sua, così va alla pensione di Dona Lola. Si incontra con Marga, che porta alcolici alla festa clandestina di Carlota, cacciato di casa. Marga rivela l'infedeltà del marito di Ángeles a Lidia, che non sa se denunciarlo o meno ad Ángeles. Marga, piena di dubbi, si ubriaca, scrive una lettera a Pablo e incarica Miguel di consegnarla al giovane amministratore. Nel frattempo, l'arrivo di Dona Lola alla locanda pone fine alla festa. Lidia si trasferisce con le ragazze alla pensione, raccontando una versione fantastica della sua situazione. Lidia riceve aiuto da (ex) colleghi per evitare di pagare il suo debito con Beltrán. Francisco si offre di aiutarla a riprenderla in azienda. Pablo riceve la lettera di Marga e la contatta telefonicamente. Il padre di Carlota chiede a Cifuentes di licenziarla in modo che possa tornare a casa e abbandonare la fase di ribellione. Carlota va a una manifestazione femminista e incontra Sara, il supervisore. Ángeles sta cercando un candidato per essere il suo sostituto e, in quel momento, appare la vera Lidia Aguilar, che dice di non essere stata chiamata a ripetere l'intervista. Alba consegna i soldi a Beltrán. Più tardi va in stazione con Francisco, il quale dice di averla cercata in continuazione e che adesso, anche dopo tanti anni, la ama ancora. La bacia mentre qualcuno cattura il momento.

## Capitolo 3: Le bugie
- Titolo originale: Capítulo 3: Las mentiras

### Trama
Francisco salva la falsa identità di Alba e confessa alla ragazza che la vuole ancora così come lei vuole lui ed è pronto a lasciare tutto per lei.
Elisa è preoccupata per Francisco perché è sempre occupato e pensa che possa avere un'amante, quindi si rivolge a Carolina, la sua segretaria, affinché indaghi. Elisa, disperata, smette di assumere i farmaci per la sua nevrosi.
Marga conferma ad Angeles che il marito ha un'amante e la donna scombussolata corre a casa. Frugando tra la biancheria sporca del marito nota una camicia macchiata di rossetto: quello che diceva Alba era vero.
Sara coinvolge Carlota con i preparativi per una festa a sorpresa per Angeles.
Alba chiede a Victoria di procurarle dei documenti falsi per evitare di compromettersi in futuro.
Miguel e Carlos procedono nella realizzazione del Rotary 7, un congegno automatico per la gestione del centralino.
Carlota si prende i meriti di aver salvato un quartiere da un incendio divampato il giorno precedente, anche se in realtà la paladina era stata Marga, troppo impaurita per esporsi soprattutto perché non potrebbe più nascondersi da Pablo.
Don Ricardo scopre che Carlota, figlia del comandante Rodriguez de Senillosa lavora per lui e decide di licenziarla perché sconveniente.
Sara e Francisco trovano il modo per evitare ciò: Carlota potrebbe essere un ottimo elemento per la questione delle intercettazioni telefoniche.
Durante la festa a sorpresa per omaggiare Angeles e salutarla per l'imminente licenziamento, la diligente dipendente ha la conferma che il marito la tradisce con Carolina e decide di continuare a lavorare presso la Compagnia, ottenendo il ruolo di supervisore.
Sara viene presentata a Miguel, entusiasta del progetto del Rotary, e Carlota nota la loro sintonia; dice a Sara che per lei non è un problema se i due si piacciono, ma la donna le rivela che ciò che vuole è proprio lei e non il suo fidanzato.
Beltràn chiede ancora più soldi ad Alba così decide di rubare il progetto del Rotary per intascare i soldi del deposito del brevetto e andarsene per sempre.
Elisa scopre cosa conteneva la valigia del marito.

## Capitolo 4: I sentimenti
- Titolo originale: Capítulo 4: Los sentimientos

### Trama
Dieci anni prima: È in corso il Veglione di Capodanno nel bordello di Victoria. Alba sta ballando con uno dei clienti per rapinarlo. Victoria se ne accorge e comunica con lei, ma le dice di andare avanti, di non pensare più ai sogni e che questa è la sua vita adesso. 
Presente: Carlos invita Lidia a casa sua per un drink. Nel frattempo, Elisa minaccia il marito con un coltello e poi si taglia i polsi. Un Francisco preoccupato corre a dirlo a Carlos, dove trova Lidia. Carlota si arrabbia per il bacio di Sara e cerca di evitarla. Fervono i preparativi per i festeggiamenti dei 150.000 abbonati e Carlos vi sta provvedendo, provocando l'indignazione di Don Ricardo, tanto più che alcuni funzionari ne approfittano per fare uno scherzo al re. Francisco promette a Elisa che non penserà più ad Alba, ma è troppo coinvolto e pensa che Alba esca con Carlos solo per farlo ingelosire. Consegna ad Alba la valigia del suo arrivo a Madrid, insieme alla lettera che le ha scritto qualche tempo fa. Pablo chiede a Marga di uscire, ma la ragazza non si sente pronta e manca all'appuntamento; su suggerimento di Carlota, invia una lettera per trovarla. Carlos discute con Don Ricardo, finalmente orgoglioso che suo figlio si sia affermato. Alba si avvicina ancora di più a Carlos, supportandolo nel progetto Router. Ángeles si rende conto di essere davvero incinta, ma Mario diventa più violento con lei e le sue amiche della compagnia telefonica, picchiando persino sua moglie. Carlota bacia impulsivamente Sara e vengono visti da Miguel.

## Capitolo 5: Il passato
- Titolo originale: Capítulo 5: El pasado

### Trama
Alba nota che qualcuno ha frugato tra i suoi effetti personali. Ricorda che Carolina era nella stanza poco prima e va ad affrontarla, svegliando Dona Lola. Marga e Carlota sono incuriosite dal fatto che Lidia sia così irritata che qualcuno entri nella sua stanza. Carlota sente inavvertitamente una telefonata tra Carolina ed Elisa, in cui viene riportato il contenuto della lettera nella valigia di Alba; Carlota rivela i suoi sentimenti a Lidia e lei, a sua volta, confessa la sua storia. Carlota la avverte: non deve fidarsi di Francisco, anche se lo ama, perché ora è un uomo di potere, lo stesso tipo di Cifuentes o del padre di Carlota. Mentre Ángeles rimprovera Lidia per la sua assenza, inizia a sanguinare e crolla. Le ragazze la soccorrono e scoprono i lividi sul suo corpo: Ángeles è vittima della violenza di Mario. Ángeles abortisce. Mario è scioccato dal fatto di aver inconsapevolmente ucciso suo figlio e insegue Carolina. Alba affronta Francisco: non è riuscita a leggere la lettera e le dice che Carolina ora ce l'ha ed è disposta a portarla a Elisa. Miguel discute con Carlota, sempre più confuso sui suoi sentimenti riguardo alla scena del bacio con Sara. Nel frattempo, Sara viene a sapere di un possibile colpo di stato ma non può parlarne con Francisco. Le ragazze si prendono cura di Ángeles e parlano con un avvocato della possibilità di divorziare da Mario. Purtroppo il vincolo è soggetto all'articolo 52 della Costituzione, che prevede lo scioglimento del vincolo matrimoniale solo con la morte di uno dei due coniugi. Poco prima di cena in casa Cifuentes, Elisa rimprovera al marito di aver tradito Alba. E poi Alba entra nella sala. I genitori di Elisa, però, chiudono la scena, Elisa soffre di nervosismo e episodi simili si verificano frequentemente. Alba incolpa Carolina, dicendo che è stato tutto un malinteso, in quanto la segretaria è una donna traditrice e invidiosa. Successivamente, Alba brucia il suo taccuino. Carlota dice a Sara che ama Miguel e che non può dare peso a una sbandata, ma Sara risponde che va bene non avere diritti esclusivi. La polizia arriva alla manifestazione femminista. Carlota riesce a scappare grazie a Sara, che insieme ad altri compagni corre contro la polizia. Marga trova finalmente il coraggio di uscire con Pablo, ma ha uno spiacevole incontro con la sua ragazza. Ángeles torna a casa, accettando di continuare a vivere con il marito: questa è la sua unica possibilità. Francisco ordina ad Alba di lasciare Carlos e di andarsene per sempre.

## Capitolo 6: La famiglia
- Titolo originale: Capítulo 6: La familia

### Trama
Durante la cena dai Cifuentes Alba racconta la sua storia, cambiando alcuni particolari, e finisce con il diventare la stella della serata.
Una volta in auto Alba tenta di lasciare Carlos, come voleva Francisco, ma lui la conduce nell'appartamento in cui solitamente porta le sue conquiste, parlano dei loro reciproci sogni e fanno l'amore per la prima volta.
Francisco licenzia Carolina.
Angeles confessa alle ragazze che vuole lasciare Mario e chiede loro aiuto per andarsene a Barcellona. Alba va in banca per poterle procurare i soldi necessari ma Mario, a conoscenza del piano della moglie, revoca il permesso di effettuare operazioni di prelievo alla moglie, così la ragazza decide di rubare dall'incasso del bancario che la sta servendo.
Carlota va a chiedere al padre un aiuto per poter rilasciare Sara, e scopre che proprio il padre è responsabile della retata all'Iseum. 
Don Ricardo rivela al figlio che la Compagnia intercetta le chiamate di alcuni abbonati in collaborazione con Sara e Carlota.
Intanto al lavoro Angeles viene promossa a supervisore e viene incaricata di prendere le veci di Sara.
Carolina si presenta al cospetto di don Ricardo ma questi la caccia.
Carolina allora minaccia di raccontare alla moglie del loro tradimento, ma a sorpresa compare la moglie dicendo che era a conoscenza dell'infedeltà del marito.
Francisco e Carlos litigano a causa di Alba. Francisco incarica Mario di installare un congegno per spiare Alba e mostra a don Ricardo il prototipo del Rotary 7. Cifuentes senior su tutte le furie decide di cambiare il testamento per escludere il figlio.
Nel frattempo Pablo non riesce a trovare un modo per lasciare Marisol, arriva Mario nel ristorante dove i due stavano per pranzare e racconta a Marisol delle intenzioni del giovane. Pablo ne approfitta e torna al centralino, ritrovandosi involontariamente testimone delle intenzioni di Angeles. Vorrebbe comunicarle a Mario, ma Marga glielo impedisce. Mario, al corrente dei piani della moglie, raggiunge Angeles ma Pablo riesce a trattenerlo. Angeles saluta e ringrazia le ragazze e se ne va con Sofia, ma non sa che Mario le ha seguite.
Sara viene liberata grazie a una telefonata del padre di Carlota. Le due festeggiano con Miguel e finiscono per consumare un ménage a trois.
Si scopre che Victoria ha un ruolo nella prolungata separazione tra Alba e Francisco, anche nel passato.
Un flashback mostra un giovanissimo Francisco alla ricerca infruttuosa di Alba, e, disperato, si rivolge all'Habitaciòn di Victoria, venendone cacciato.
Victoria rivela il perché Alba si sia allontanata da Francisco e avvicinata invece a Carlos. Lo ha fatto solo per lui, per proteggerlo, per non trapelare le foto di loro due fatte da Beltràn.
Intanto, Carlos rinfaccia al padre la questione delle intercettazioni. Ne sfocia una discussione che termina con un malore per don Ricardo.
Francisco va da Alba e gli dice di essere al corrente di tutto, ma Alba ribatte che ormai le cose sono cambiate, prova dei sentimenti per Carlos che non può ignorare.

## Capitolo 7: La perdita
- Titolo originale: Capítulo 7: La perdida

### Trama
Alla stazione Mario porta via con la forza Sofia da Angeles e impedisce alla donna di vedere la figlia.
Francisco si rende conto che Alba prova dei sentimenti molto forti per Carlos, la ragazza ammette di sentirsi felice e amata per la prima volta dopo anni.
Sara e Miguel scoprono che Carlota è tornata a casa per accontentare il padre: è stato l'unico modo per far uscire Sara di prigione.
Beltràn si presenta al funerale di don Ricardo e pretende i soldi da Alba.
Carlos, ancora molto scosso per il padre e per il comportamento di Francisco, se ne va dalla cerimonia per ubriacarsi in un bar. Finisce per attaccare briga, successivamente si dirige alla Compagnia Telefonica e si mette a distruggere ogni oggetto possibile a tiro, tra cui il prototipo del Rotary.
Marisol non intende arrendersi con Pablo, e va da donna Lola perché lo allontani da Marga.
Nel frattempo Pablo invita al cinema Marga, ma la ragazza è preoccupata perché non ha esperienza nel campo amoroso quindi si rivolge ad Alba.
Victoria va a chiamare Alba perché una delle sue ragazze ha trovato Carlos in condizioni pessime, mettendola in guardia dalle bugie create a partire dalla sua finta identità di Lidia Aguilàr.
Alba riporta Carlos a casa ma origlia inavvertitamente donna Carmen mentre tenta di corrompere l'avvocato di famiglia perché non venga riconosciuta l'ultima redazione del testamento di don Ricardo.
Pablo, esasperato per il terzo grado di donna Lola smaschera le bugie Marisol: egli non è un mascalzone, anzi è ancora vergine!
Sara va a trovare Carlota di nascosto.
Alba decide di raccontare la verità a Carlos e Angeles la sprona affinché lo faccia di persona e non attraverso una lettera.
Angeles torna a casa sua per vedere la figlia e trova la suocera. Ella cerca di cacciarla, ma Angeles mostrando i lividi racconta la verità su che uomo possessivo e violento sia Mario.
Francisco affronta Carlos, vorrebbe aiutarlo ma l'amico è intenzionato a porre fine alla loro amicizia.
Avviene la lettura del testamento: come pattuito tra donna Carmen e l'avvocato la Compagnia telefonica viene ereditata totalmente da Carlos.
Donna Carmen sprona il figlio a proseguire la realizzazione del prototipo del Rotary 7 e di impiantarlo proprio a Madrid, quindi il giovane chiede a Pablo di effettuare una stima sulla produzione. Pablo avvisa Marga della potenziale perdita di posti a causa del progetto. La ragazza chiama subito Carlota, le dice del progetto e chi l'ha creato è stato proprio Miguel.
Carlota propone a Marga di parlarne più tardi. Un diverbio tra Carlota e suo padre finisce con il rivelare che don Rodríguez è il Falco, ovvero l'informatore del Golpe di Stato di cui Sara aveva cercato di avvisare sia Francisco che Carlota.
Francisco scopre che qualcuno ha assassinato Beltràn; le foto però sono rimaste in uno dei cassetti dello scrittoio, quindi se ne impossessa. Non sa di aver lasciato il portasigarette sulla scena del delitto.
Carlos raggiunge Alba alla stazione per il loro appuntamento, le dice che è pronto ad ascoltare e sostenere Alba come lei ha fatto con lui e quindi le chiede di sposarlo. Proprio in quel momento giunge Francisco.

## Capitolo 8: L'amore
- Titolo originale: Capítulo 8: El amor

### Trama
Alba è senza parole di fronte a Carlos in ginocchio, nota Francisco con in mano le foto: sono entrambi liberi e accetta la proposta del giovane Cifuentes. Victoria risolve la questione del portasigarette di Francisco attraverso i suoi contatti nella polizia. Lidia confessa a Francisco che in realtà la compagnia sarebbe dovuta andare a lui, ma Francisco decide di bruciare l'ultimo testamento di Don Ricardo.
Carlota affronta Miguel che intanto sta ricostruendo il prototipo convinta che se fosse installato tutte le centraliniste perderebbero il lavoro e Miguel si lascia sfuggire che Alba ne era al corrente. Convinto delle ragioni di Carlota si licenzia dalla compagnia.
Il giovane Carlos presenta alla stampa il Rotary 7 ma Lidia, che intanto confessa alle colleghe il progetto iniziale di rubare il Rotary 7 per pagare i suoi debiti, decide di rubarlo per salvaguardare il posto di lavoro delle centraliniste. Francisco la scopre e si infuria, ma durante la litigata accidentalmente la chiama Alba facendosi sentire da Carlos... 